# Teddy Wilson
Teddy Wilson (24. listopadu 1912 Austin, Texas, USA – 31. července 1986 New Britain, Connecticut, USA) byl americký jazzový klavírista. Na universitě studoval hru na klavír a housle a začínal v kapele bubeníka Speed Webba, od kterého v roce 1933 přešel k Benny Carterovi. Později doprovázel například zpěvačky Billie Holiday a Lenu Horne. V pozdějších letech měl i své vlastní kapely a hrál s mnoha dalšími hudebníky, mezi něž patří Lester Young, Jo Jones a další. V roce 1986 získal ocenění NEA Jazz Masters.